# Trần Đại Quang
Trần Đại Quang (12 tháng 10 năm 1956 – 21 tháng 9 năm 2018) là Chủ tịch nước thứ 8 của nước Cộng hòa xã hội chủ nghĩa Việt Nam từ ngày 2 tháng 4 năm 2016 cho đến ngày ông qua đời vào ngày 21 tháng 9 năm 2018. Ông xuất thân là Đại tướng Công an nhân dân Việt Nam, Bộ trưởng Bộ Công an nhiệm kỳ 2011–2016. Trong Đảng Cộng sản Việt Nam, ông từng là Ủy viên Bộ Chính trị Ban Chấp hành Trung ương Đảng Cộng sản Việt Nam khóa XI, XII; Trưởng Ban Chỉ đạo cải cách Tư pháp Trung ương Đảng Cộng sản Việt Nam, Bí thư Đảng ủy Công an Trung ương và Trưởng Ban Chỉ đạo Tây Nguyên từ 2011 đến 2016. Trần Đại Quang còn là Giáo sư ngành Khoa học an ninh, Tiến sĩ Luật học.

## Thân thế
Trần Đại Quang sinh ngày 12 tháng 10 năm 1956 tại thôn Lưu Quang, xã Quang Thiện, huyện Kim Sơn, tỉnh Ninh Bình. Cha ông làm nghề đơm đó bắt cá trên sông, còn mẹ ông làm nghề bán chuối. Họ có sáu người con, 4 trai tên là Vinh (thứ nhất), Quang, Sáng, Tỏ (út, sinh ngày 28 tháng 1 năm 1962), và hai con gái. Năm 1962, khi Trần Đại Quang mới vào tiểu học, em trai út Trần Quốc Tỏ mới sinh chưa được lâu thì cha mất. Do nhà quá nghèo, đông anh em, nên từ nhỏ Trần Đại Quang đã giúp mẹ làm nhiều việc nhà nông. Ông được nhận xét là học giỏi, chăm chỉ, điềm tĩnh, và trầm tính. Từ bé ông đã tầm vóc cao lớn hơn so với bạn bè cùng lứa tuổi.

## Giáo dục
- Trường cấp 3 Kim Sơn B (nay là Trường THPT Kim Sơn B), ở xã Như Hòa, huyện Kim Sơn, tỉnh Ninh Bình[9] (chương trình học phổ thông lúc đó ở Miền Bắc Việt Nam gồm có 10 năm).
- Tháng 7 năm 1972 – tháng 10 năm 1972: học viên trường Cảnh sát nhân dân (nay là Học viện Cảnh sát Nhân dân) lúc gần tròn 16 tuổi[10] (trường này lúc này đào tạo bậc trung học cho lực lượng cảnh sát nhân dân) [11]
- Tháng 10 năm 1972 – tháng 10 năm 1975: học viên Trường Văn hóa Ngoại ngữ Bộ Nội vụ (nay là Bộ Công an)[10]
- 1981 – 1986: Tốt nghiệp đại học hệ đào tạo tại chức 5 năm, ngành Trinh sát, trường Đại học An ninh nhân dân (nay là Học viện An ninh nhân dân).[10]
- Tháng 10 năm 1989 – tháng 4 năm 1991: học lý luận chính trị cao cấp tại Học viện Nguyễn Ái Quốc
- 1991 – 1994: học Đại học Luật Hà Nội, hệ đào tạo tại chức.[10]
- 1994 – 1997: Nghiên cứu sinh tại Học viện Chính trị quốc gia Hồ Chí Minh[10]
- Năm 1996: Học vị Phó tiến sĩ Luật học,[12][13] đề tài "Tăng cường quản lý nhà nước về an ninh quốc gia ở nước ta hiện nay", người hướng dẫn: PGS.PTS Trần Ngọc Đường, Hà Nội, 1996, 173 trang.[14]
- Năm 2003: được phong hàm Phó Giáo sư[10]
- Năm 2009: được phong hàm Giáo sư ngành khoa học an ninh[15]
- Ngoại ngữ: Cao học tiếng Trung Quốc[13]

## Sự nghiệp chính trị

### Hoạt động trong ngành Công an

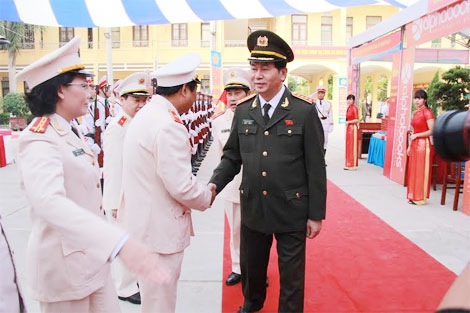
Đại tướng Trần Đại Quang tham dự lễ khai giảng Học viện Chính trị CAND

Tháng 10 năm 1975 – tháng 11 năm 1976: cán bộ Cục Bảo vệ chính trị I, Bộ Nội vụ..
Tháng 12 năm 1978 – tháng 9 năm 1982: cán bộ Cục Bảo vệ chính trị II, Bộ Nội vụ.
Ngày 26 tháng 7 năm 1980: gia nhập Đảng Cộng sản Việt Nam, trở thành đảng viên chính thức ngày 26/07/1981.
Tháng 9 năm 1982 – tháng 6 năm 1987: Phó trưởng phòng Nghiệp vụ, Cục Bảo vệ chính trị II, Bộ Nội vụ..
Tháng 6 năm 1987 – tháng 6 năm 1990: Trưởng phòng nghiệp vụ, Trưởng phòng Tham mưu, Cục Bảo vệ chính trị II, Bộ Nội vụ.
Tháng 6 năm 1990 – tháng 9 năm 1996: Phó Bí thư Đảng ủy, Phó Cục trưởng Cục Tham mưu An ninh, Tổng cục An ninh.
Tháng 9 năm 1996 – tháng 10 năm 2000: Ủy viên Ban Thường vụ Đảng ủy Tổng cục An ninh, Bí thư Đảng ủy, Cục trưởng Cục Tham mưu An ninh.
Tháng 10 năm 2000 – tháng 4 năm 2006: Phó Bí thư Đảng ủy, Phó Tổng cục trưởng Tổng cục An ninh, Bộ Công an.
Năm 2003: được phong hàm Thiếu tướng Công an nhân dân Việt Nam ở độ tuổi 47.
Tháng 4 năm 2006 – tháng 1 năm 2011: Ủy viên Thường vụ Đảng ủy Công an Trung ương, Thứ trưởng Bộ Công an. Tại Đại hội Đại biểu toàn quốc lần thứ 10 của Đảng Cộng sản Việt Nam được bầu vào Ban Chấp hành Trung ương Đảng Cộng sản Việt Nam khoá 10.
Ngày 25 tháng 4 năm 2007, ông được Thủ tướng Chính phủ Việt Nam thăng quân hàm từ Thiếu tướng lên Trung tướng Công an nhân dân Việt Nam cùng 11 người khác là Trương Hòa Bình, Đặng Văn Hiếu, Trịnh Lương Hy, Phạm Văn Đức, Nguyễn Xuân Xinh, Sơn Cang, Lê Văn Thành, Hoàng Đức Chính, Phạm Nam Tào, Vũ Hải Triều, Nguyễn Văn Thắng. Lúc này ông đang là Thứ trưởng Bộ Công an.

#### Bộ trưởng Bộ Công an
Tháng 1 năm 2011: Tại Đại hội Đại biểu toàn quốc lần thứ 11 của Đảng Cộng sản Việt Nam, Trung tướng Trần Đại Quang được bầu vào Ban Chấp hành Trung ương, được Ban Chấp hành Trung ương bầu vào Bộ Chính trị. Ngày 2 tháng 8 năm 2011: Buổi sáng, Thủ tướng Nguyễn Tấn Dũng đọc tờ trình trước Quốc hội Việt Nam đề cử ông làm Bộ trưởng Bộ Công an Việt Nam mới trong chính phủ mới của ông thay cho ông Lê Hồng Anh. Ông Nguyễn Tấn Dũng trước đó vào ngày 26 tháng 7 năm 2011 đã được Quốc hội Việt Nam khóa XIII bầu lại làm thủ tướng với 94% phiếu bầu.
Ngày 3 tháng 8 năm 2011: Quốc hội Việt Nam khóa XIII trong Kỳ họp thứ nhất đã phê chuẩn ông làm Bộ trưởng Bộ Công an Việt Nam với số phiếu thuận chiếm 95%. Ông cùng với 25 thành viên khác trong chính phủ mới của thủ tướng Nguyễn Tấn Dũng ra mắt nhậm chức vào buổi sáng cùng ngày.
Ngày 30 tháng 8 năm 2011: được Bộ Chính trị chỉ định làm Bí thư Đảng ủy Công an Trung ương nhiệm kỳ 2010–2015.
Ngày 5 tháng 12 năm 2011: được Chủ tịch nước Trương Tấn Sang phong hàm Thượng tướng Công an nhân dân.
Ngày 29 tháng 12 năm 2012: được Chủ tịch nước Trương Tấn Sang phong hàm Đại tướng Công an nhân dân.

### Đại biểu Quốc hội Việt Nam khóa XIII tỉnh Ninh Bình
Ngày 22 tháng 5 năm 2011: Trần Đại Quang ứng cử đại biểu Quốc hội Việt Nam lần đầu tiên và đã trúng cử đại biểu Quốc hội Việt Nam khóa XIII nhiệm kì 2011–2016, thuộc đoàn đại biểu tỉnh Ninh Bình ở đơn vị bầu cử số 1, gồm huyện Nho Quan, huyện Gia Viễn, huyện Hoa Lư và thành phố Ninh Bình với tỉ lệ 92,08% số phiếu hợp lệ, cao nhất trong ba người trúng cử ở đơn vị bầu cử này, hai người kia là bà Nguyễn Thị Thanh (81,36%) và bà Lưu Thị Huyền (60,09%).

### Đại biểu Quốc hội Việt Nam khóa XIV Thành phố Hồ Chí Minh
Ngày 22 tháng 5 năm 2016: Trần Đại Quang lần thứ hai ứng cử đại biểu Quốc hội Việt Nam và trúng cử đại biểu quốc hội Việt Nam khóa XIV nhiệm kì 2016–2021, ở đơn vị bầu cử số 1 Thành phố Hồ Chí Minh gồm quận 1, quận 3 và quận 4 được 293.079 phiếu, đạt tỷ lệ 75,08% số phiếu hợp lệ (cao nhất trong 3 người trúng cử ở đơn vị này, 2 người kia là Ngô Tuấn Nghĩa (236.576 phiếu, 60,60%) và Lâm Đình Thắng (233.880 phiếu, 59,91%)). Ông là một trong 30 đại biểu quốc hội Việt Nam thuộc đoàn Thành phố Hồ Chí Minh.

#### Đề nghị kê biên tài sản đối tượng bị điều tra tham nhũng từ sớm
Tại buổi tiếp xúc cử tri sáng ngày 7 tháng 7 năm 2017 ở Thành phố Hồ Chí Minh, Trần Đại Quang cho biết giải pháp chống tham nhũng là kê biên tài sản của đối tượng bị điều tra tội tham nhũng ngay từ khi vừa khởi tố vụ án.
Chiều ngày 13 tháng 10 năm 2017, ông có buổi tiếp xúc cử tri tại Hội trường Quận ủy Quận 3, Thành phố Hồ Chí Minh, dập tắt tin đồn ông có vấn đề về sức khỏe trước đó.

#### Xin phép vắng mặt tiếp xúc cử tri
Sáng ngày 5 tháng 5 năm 2018, tại buổi tiếp xúc cử tri các Quận 1, Quận 3, Quận 4, Thành phố Hồ Chí Minh trước kỳ họp thứ 5 Quốc hội khóa 14, theo lời Phan Nguyễn Như Khuê, Phó Trưởng đoàn đại biểu Quốc hội Việt Nam Thành phố Hồ Chí Minh, Trần Đại Quang báo cáo, xin phép vắng mặt tiếp xúc cử tri với lí do bận công tác nước ngoài và đang chuẩn bị cho Hội nghị trung ương 7, Ban Chấp hành Trung ương Đảng Cộng sản Việt Nam khóa 12.

## Chủ tịch nước (2016–2018)

### Bầu làm Chủ tịch nước Việt Nam
Từ ngày 20 tháng 1 năm 2016 đến ngày 28 tháng 1 năm 2016, tại Đại hội Đại biểu toàn quốc lần thứ XII của Đảng Cộng sản Việt Nam, Trần Đại Quang được bầu vào Ban Chấp hành Trung ương Đảng Cộng sản Việt Nam khoá XII, được Trung ương bầu vào Bộ Chính trị. Ngày 14 tháng 1 năm 2016, tại Hội nghị lần thứ 14, Ban Chấp hành Trung ương Đảng Cộng sản Việt Nam khoá XI, ông được đề cử giữ chức Chủ tịch nước.
Ngày 2 tháng 4 năm 2016, tại kỳ họp thứ 11 của Quốc hội Việt Nam khóa XIII, Trần Đại Quang được bầu làm Chủ tịch nước Cộng hòa xã hội chủ nghĩa Việt Nam với số phiếu đồng ý là 452, số phiếu không đồng ý là 29 phiếu, kế nhiệm Trương Tấn Sang. Sự việc Quốc hội khóa XIII bầu mới Chủ tịch nước khi nhiệm kì Quốc hội chỉ còn ít ngày đã gây xôn xao trong dư luận Việt Nam. Trong nhiệm kì của Quốc hội Việt Nam khóa XIII từ năm 2011 tới 2016 có tới hai vị chủ tịch nước là Trương Tấn Sang và sau đó là Trần Đại Quang.
Ngày 8 tháng 4 năm 2016, Trần Đại Quang được Quốc hội Việt Nam khóa XIII miễn nhiệm chức danh Bộ trưởng Bộ Công an.
Ngày 13 tháng 4 năm 2016, ông thôi giữ chức Bí thư Đảng ủy Công an Trung ương, thay thế ông là Thượng tướng Tô Lâm.
Ngày 25 tháng 7 năm 2016, sau khi Chủ tịch Quốc hội khóa XIV Nguyễn Thị Kim Ngân đọc tờ trình giới thiệu Trần Đại Quang làm Chủ tịch nước (ứng cử viên duy nhất), Quốc hội Việt Nam khóa XIV đã bỏ phiếu bầu Chủ tịch nước nhiệm kì 2016–2021. Kết quả công bố vào buổi chiều cùng ngày, ông nhận được 485 phiếu thuận trong số 487 đại biểu quốc hội có mặt (2 đại biểu không biểu quyết) trong tổng số 494 đại biểu quốc hội khóa XIV, đắc cử chức Chủ tịch nước với 98,18% số phiếu tán thành. Ông tuyên thệ nhậm chức Chủ tịch nước vào buổi chiều cùng ngày.
Ngày 30 tháng 7 năm 2016, Trần Đại Quang thôi giữ chức Trưởng Ban Chỉ đạo Tây Nguyên của Đảng Cộng sản Việt Nam, thay thế ông là Tô Lâm.
Ngày 13 tháng 8 năm 2016, ông được Bộ Chính trị Ban Chấp hành Trung ương Đảng Cộng sản Việt Nam phân công giữ chức Trưởng Ban Chỉ đạo cải cách Tư pháp Trung ương Đảng Cộng sản Việt Nam nhiệm kỳ 2016–2021.

### Luật biểu tình

#### Giải thích nguyên nhân chưa có Luật biểu tình
Ngày 26 tháng 4 năm 2017, tại buổi tiếp xúc cử tri quận 1, quận 3, quận 4 TPHCM, Trần Đại Quang khẳng định Luật biểu tình được Quốc hội coi trọng nhưng chất lượng của dự án Luật của cơ quan soạn thảo kém nên bị trì hoãn để tham khảo thế giới. Ông cũng cho biết cần sửa đổi luật đất đai vì có nhiều vụ kiện, khiếu nại liên quan đến đất đai.

#### Về việc ban hành Luật biểu tình và báo cáo Quốc hội
Ngày 19 tháng 6 năm 2018, tại buổi tiếp xúc cử tri quận 1, quận 3, quận 4 Thành phố Hồ Chí Minh sau kì họp thứ 5 Quốc hội 14, trước chất vấn của cư tri Lê Văn Sỹ, Lê Sỹ Đậu (quận 4) cần sớm có Luật biểu tình, và yêu cầu Quốc hội trực tiếp soạn thảo luật biểu tình chứ không giao cho Bộ Công an Việt Nam soạn thảo, một số tờ báo đưa tin rằng ông Trần Đại Quang đã bày tỏ sự đồng tình với ý kiến này và hứa sẽ báo cáo Quốc hội ban hành.
Khi báo Tuổi trẻ đăng tin này thì Bộ Thông tin và truyền thông đã yêu cầu Tuổi trẻ thay tiêu đề bài báo và xóa trích dẫn của ông Trần Đại Quang, sau đó ra quyết định đình bản tạm thời hoạt động báo Tuổi trẻ Online trong 3 tháng, xử phạt 220 triệu đồng vì lý do đăng tin giả, và ông Trần Đại Quang không hề nói vậy. Một số tờ báo khác cũng bị xử phạt ở mức nhẹ hơn

### Đối ngoại

#### Diễn đàn Hợp tác Quốc tế Vành đai và Con đường

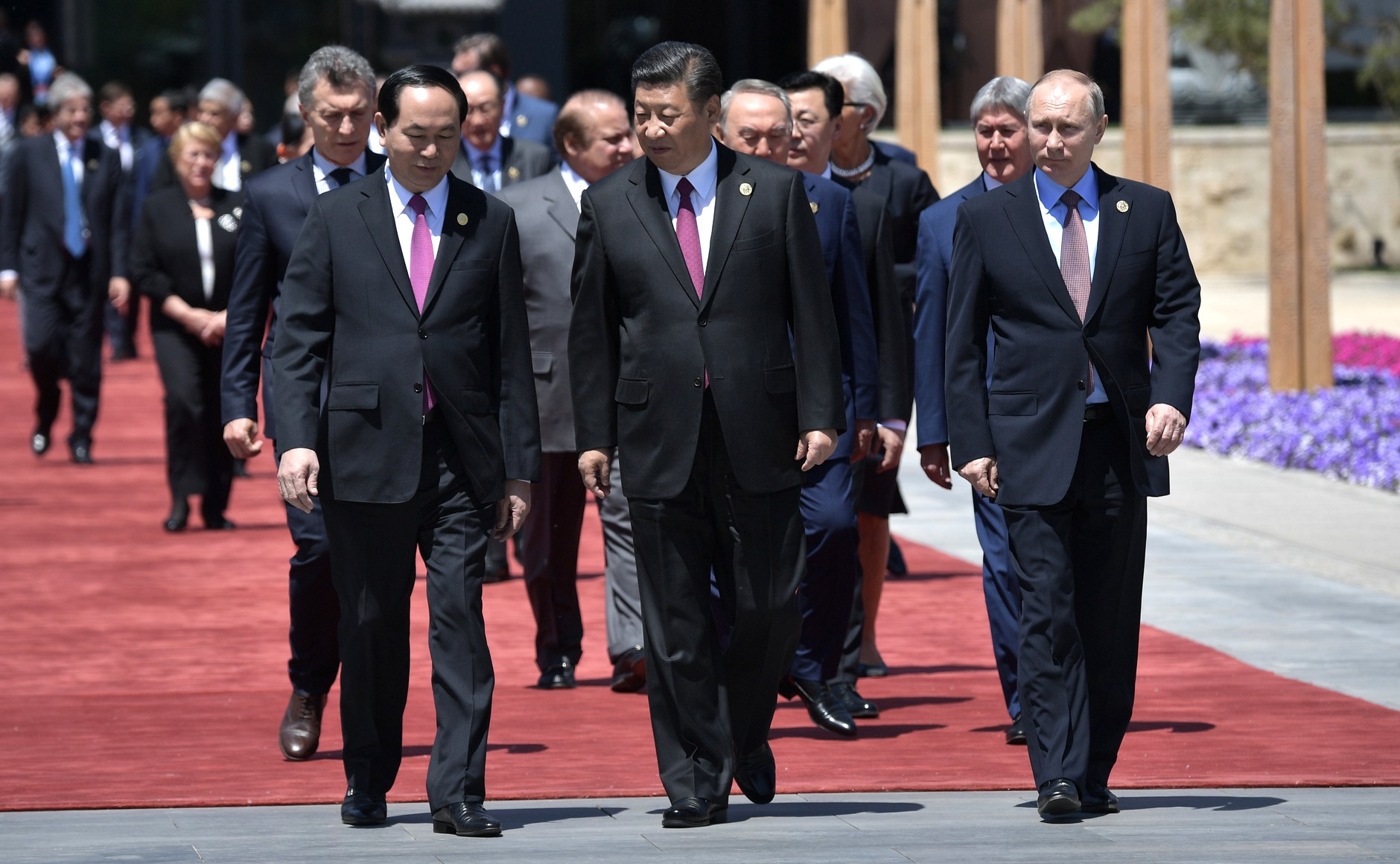
Tổng thống Nga Vladimir Putin (phải) với Chủ tịch Trung Quốc Tập Cận Bình và Chủ tịch nước Trần Đại Quang (trái) tại Diễn đàn Hợp tác Quốc tế Vành đai và Con đường

Ngày 15 tháng 5 năm 2017, ông Trần Đại Quang đã tham dự Diễn đàn hợp tác quốc tế về "Vành đai và Con đường" đã được tổ chức tại Bắc Kinh, Trung Quốc. Phát biểu tại hội nghị, ông hoan nghênh các sáng kiến liên kết kinh tế, kết nối khu vực nói chung, Sáng kiến "Vành đai và Con đường" nói riêng, và sẵn sàng hợp tác cùng các quốc gia nghiên cứu, xây dựng và triển khai thực hiện các dự án đem lại lợi ích chung, góp phần thực hiện thành công các mục tiêu phát triển bền vững.

#### Hội nghị APEC
Trần Đại Quang thông báo với các đại diện doanh nghiệp APEC rằng Việt Nam hiện là một trong những thị trường tăng trưởng nhanh nhất và dự báo đến năm 2020 sẽ nằm trong số 5 quốc gia đứng đầu châu Á-Thái Bình Dương về năng lực cạnh tranh trong lĩnh vực chế tạo. Đồng thời, Việt Nam tiếp tục duy trì đà phục hồi kinh tế với mục tiêu là đến năm 2020 đạt mức tăng trưởng kinh tế bình quân là 6,5% đến 7%, quyết tâm thực hiện ba đột phá lớn về hoàn thiện thể chế kinh tế thị trường, phát triển nguồn nhân lực và đẩy mạnh phát triển cơ sở hạ tầng đồng bộ, hiện đại. Là nền kinh tế năng động có độ mở lớn và là điểm đến của nhiều tập đoàn đa quốc gia, Việt Nam ngày càng gắn kết sâu rộng với hai bờ Thái Bình Dương thông qua các quan hệ đối tác, Cộng đồng ASEAN và mạng lưới 16 FTA với 59 đối tác, trong đó có 18 nền kinh tế thành viên APEC.
Cũng tại Lima, ông Quang chính thức thông báo về Năm APEC 2017 cũng như Tuần lễ Cấp cao APEC 2017 tại Việt Nam.

#### Chủ trì Hội nghị APEC 2017

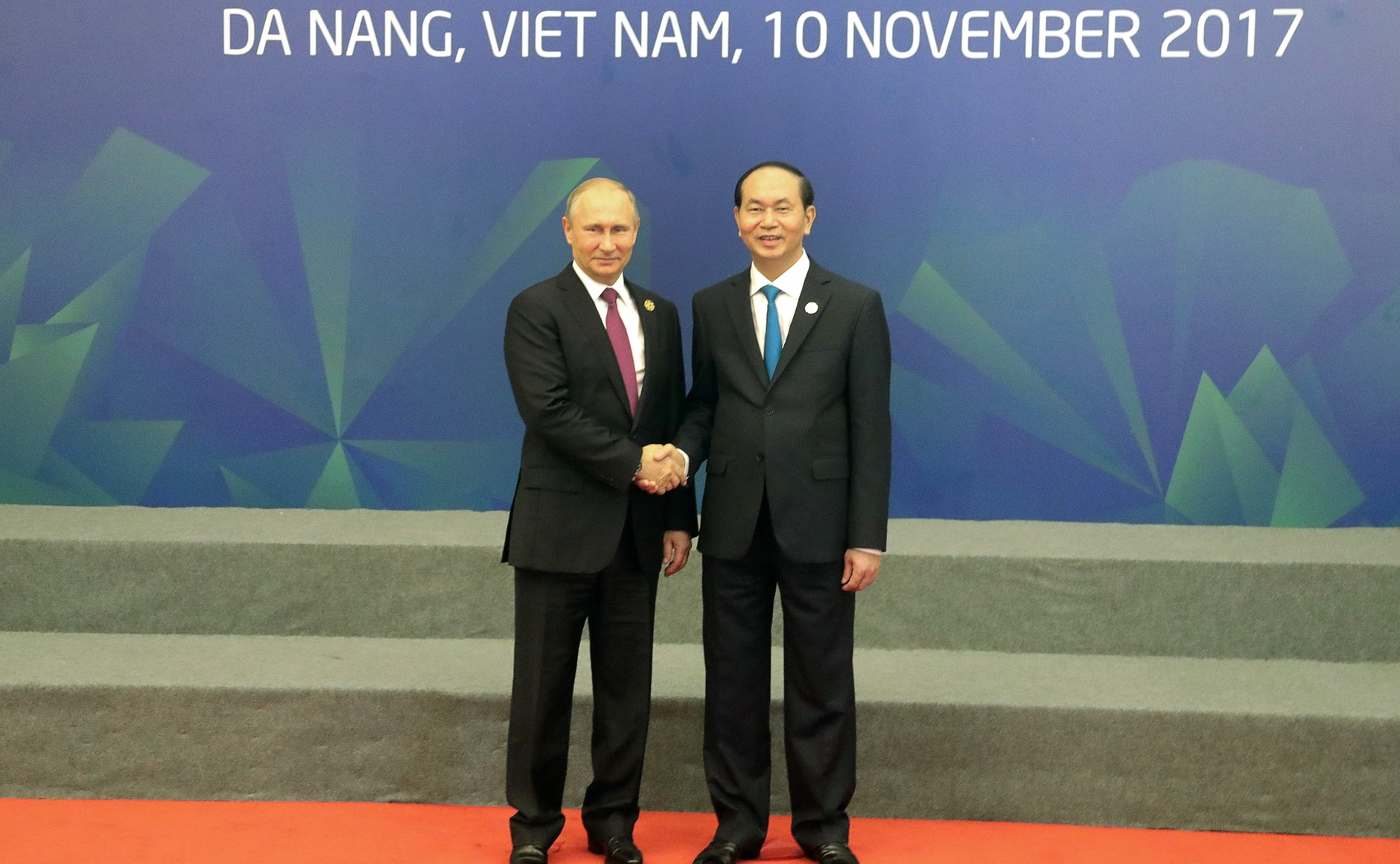
Ông Vladimir Putin và ông Trần Đại Quang tại APEC năm 2017 ở Đà Nẵng

Diễn đàn Tiếng nói tương lai APEC 2017 tổ chức đối thoại với các chủ đề: Thúc đẩy Tăng trưởng bền vững, sáng tạo và hòa nhập giữa thanh niên khu vực châu Á - Thái Bình Dương. Làm thế nào để tạo động lực mới, cùng vun đắp tương lai chung giữa thanh niên khu vực châu Á - Thái Bình Dương; Doanh nghiệp, sáng tạo và bền vững - Những khó khăn trong khởi nghiệp và thời đại số hóa của khu vực châu Á - Thái Bình Dương. Tham dự CSOM có hơn 200 đại biểu gồm các quan chức cao cấp (SOM) của 21 nền kinh tế thành viên APEC, đại diện Ban Thư ký Hiệp hội các quốc gia Đông Nam Á (ASEAN), Hội đồng Hợp tác kinh tế Thái Bình Dương (PECC), Diễn đàn các đảo Thái Bình Dương (PIF), và Hội đồng Tư vấn doanh nghiệp APEC (ABAC).

#### Hoa Kỳ

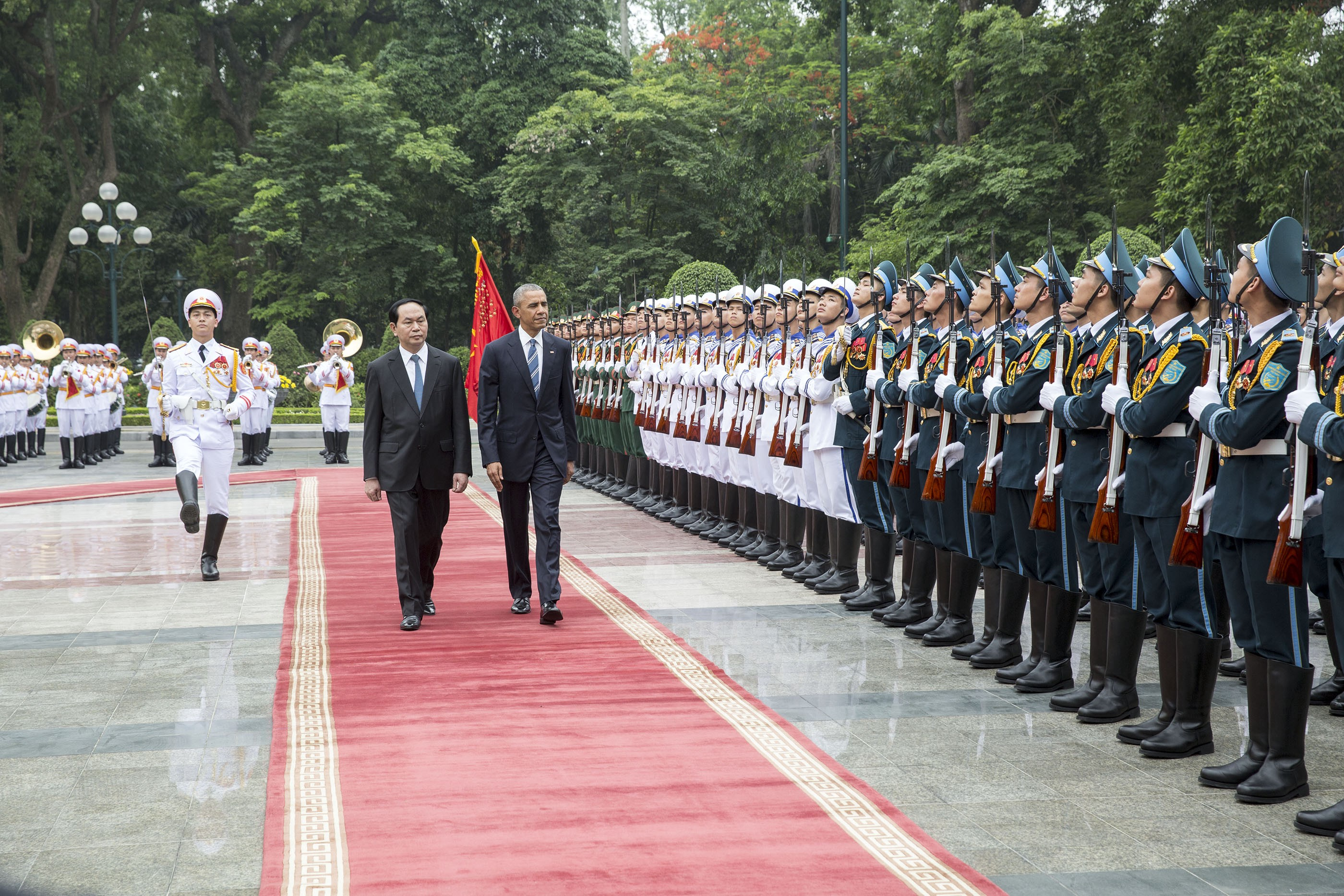
Chủ tịch nước Trần Đại Quang và Tổng thống Hoa Kỳ Barack Obama tại Phủ chủ tịch, năm 2016.

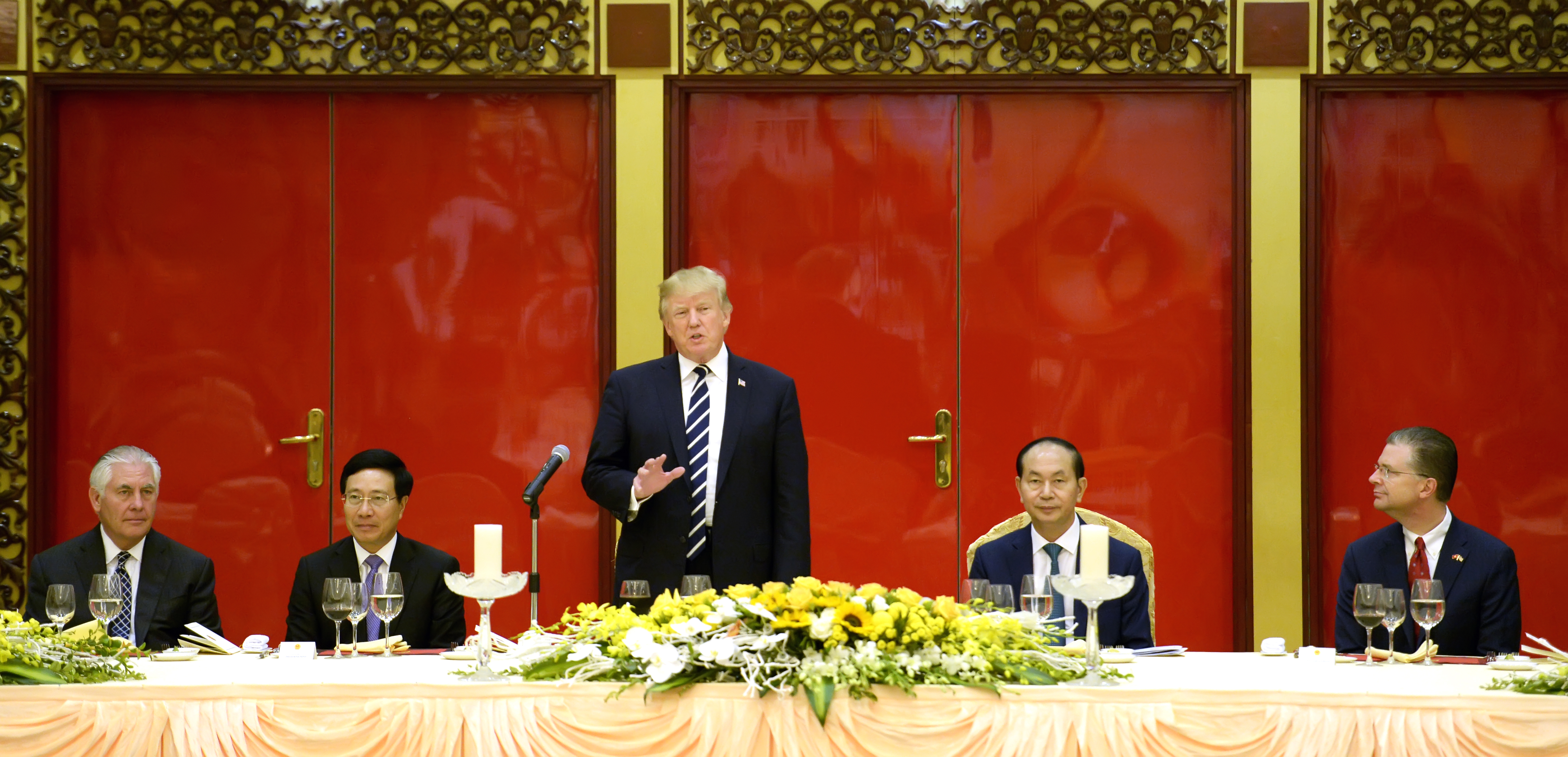
Ông Trump phát biểu tại Quốc yến ở Hà Nội, năm 2017

Ngày 23 tháng 5 năm 2016, Trần Đại Quang đã đón tiếp Tổng thống Hoa Kỳ Barack Obama, đây là chuyến công du đầu tiên của Obama đến Việt Nam. Trong chuyến công du này, Obama đã gỡ bỏ lệnh cấm vận vũ khí đối với Việt Nam. Đây là quyết định mang tính lịch sử, là dấu mốc quan trọng trong quan hệ Việt - Mỹ, thể hiện việc bình thường hóa hoàn toàn sau hàng chục năm là cựu thù trong chiến tranh. Theo ông Obama, việc dỡ bỏ cấm vận vũ khí vốn áp đặt từ năm 1975 này sẽ giúp "bình thường hóa hơn nữa quan hệ giữa hai nước". Sự thay đổi này sẽ đảm bảo để Việt Nam có thể tiếp cận các trang thiết bị cần thiết để phòng vệ và gạt bỏ những tàn tích từ thời chiến tranh. Việc này cũng thể hiện cam kết của Mỹ nhằm bình thường hóa quan hệ hoàn toàn với Việt Nam bao gồm củng cố quan hệ quốc phòng với Việt Nam trong dài hạn. Vào thời điểm thăm chính thức Việt Nam, ông Obama chỉ còn khoảng nửa năm tại nhiệm trên cương vị Tổng thống của nước Mỹ. Ông Obama nói: "Tôi không còn nhiều thời gian trong nhiệm kỳ của mình và tôi sẽ nỗ lực dành những thời gian còn lại thúc đẩy mối quan hệ Việt - Mỹ". Ông Obama cũng nhấn mạnh, vấn đề Biển Đông và nguyên lý tôn trọng tuyệt đối, nước lớn không thể "ăn hiếp" nước nhỏ trong quan hệ với các cường quốc.
Tối 11 tháng 11 năm 2017, tại Hà Nội, Chủ tịch nước Trần Đại Quang đã chủ trì Quốc yến chào mừng Tổng thống Donald Trump và Đoàn đại biểu cấp cao Hoa Kỳ. Phát biểu tại tiệc chiêu đãi, thay mặt Nhà nước và nhân dân Việt Nam, Chủ tịch nước Trần Đại Quang nồng nhiệt chào mừng Tổng thống Donald Trump cùng Đoàn đại biểu cấp cao Hoa Kỳ thực hiện chuyến thăm cấp Nhà nước đến Việt Nam vào thời điểm sôi động nhất của quan hệ Việt Nam - Hoa Kỳ. Trong chuyến thăm của Trump, Chủ tịch nước Trần Đại Quang khẳng định: "Tổng thống Donald Trump lựa chọn Việt Nam là điểm đến đầu tiên trong số các nước Đông Nam Á thể hiện sự coi trọng quan hệ với Việt Nam, tạo cơ sở thúc đẩy quan hệ Việt Nam - Hoa Kỳ trong thời gian tới, cũng là thông điệp về chính sách của Hoa Kỳ đối với khu vực châu Á - Thái Bình Dương.".
Về phần mình, Tổng thống Donald Trump cho biết, ông vinh dự lớn lao khi có mặt tại Việt Nam. Tổng thống Donald Trump khẳng định: "Hôm nay chúng ta không còn là kẻ thù mà đã là bạn", ông dành những lời khen ngợi cho Việt Nam: "Nền kinh tế Việt Nam đã mở cửa và hội nhập, các sinh viên Việt Nam nằm trong số những sinh viên rất giỏi của thế giới. Đó là sự chuyển mình ấn tượng của Việt Nam"

### Sức khỏe và qua đời
Theo ông Nguyễn Quốc Triệu – Trưởng ban bảo vệ, chăm sóc sức khỏe cán bộ Trung ương, ông Trần Đại Quang đã được phát hiện bị nhiễm "virus hiếm và độc hại" từ tháng 7 năm 2017 và phải đi Nhật Bản chữa trị 6 lần. Căn bệnh này "trên thế giới chưa có thuốc để điều trị khỏi hoàn toàn mà chỉ có thể chặn lại và đẩy lùi một thời gian". Từng có thời điểm ông Trần Đại Quang không xuất hiện trước công chúng trong vòng một tháng vào năm 2017, dấy lên nhiều sự đồn đoán về tình trạng sức khỏe của ông. Ngày 11 tháng 9 năm 2018, Trần Đại Quang trông gầy đi và già hơn khi tiếp đón Tổng thống Indonesia Joko Widodo. Trong 10 ngày làm việc cuối cùng, mặc dù mắc bệnh hiểm nghèo ông Quang vẫn tham dự và tiếp đón các nhà lãnh đạo quốc tế, Cố vấn Nhà nước Myanmar Aung San Suu Kyi là nguyên thủ quốc gia cuối cùng được ông tiếp đón. Ngày 20 tháng 9 năm 2018, sau khi viết thư chúc Tết Trung thu cho các em thiếu nhi, bệnh tình của ông càng ngày trở nặng và được đưa đến Bệnh viện Trung ương Quân đội 108. Vào lúc 15 giờ cùng ngày, ông rơi vào tình trạng hôn mê. Sau khi hôn mê được gần 1 ngày, ông đã trút hơi thở cuối cùng và qua đời khi đang điều trị tại Bệnh viện Trung ương Quân đội 108, Hà Nội vào ngày 21 tháng 9 năm 2018 (tức ngày 12 tháng 8 năm Mậu Tuất theo Âm lịch) sau hơn 1 năm ông bị nhiễm bệnh virus máu, chỉ hơn 6 tháng sau khi nguyên Thủ tướng Phan Văn Khải mất, hưởng thọ 63 tuổi. Quyền chủ tịch nước được trao lại cho Phó Chủ tịch nước, bà Đặng Thị Ngọc Thịnh và bà đã tạm quyền chức vụ này cho đến khi ông Nguyễn Phú Trọng được bầu kế nhiệm Trần Đại Quang vào ngày 23 tháng 10 năm 2018, một tháng sau khi ông Quang qua đời.

## Quốc tang
Vợ ông Nguyễn Thị Hiền muốn đưa chồng trở về quê nhà để an táng. Trưởng ban tổ chức lễ tang Trương Hòa Bình được gia đình ủy quyền lo việc này. Lễ viếng được tổ chức tại Nhà tang lễ Quốc gia số 5 Trần Thánh Tông, Hà Nội trong ngày 26 tháng 9 theo nghi thức quốc tang. Lễ truy điệu được tổ chức vào ngày 27 tháng 9, sau đó đến trưa chiều cùng ngày, linh cữu được đưa về quê hương Ninh Bình để làm thủ tục an táng theo nguyện vọng của gia đình.
Lễ an táng đã được diễn ra vào 15h30 ngày hôm sau (tức ngày 27 tháng 9 năm 2018) tại Ninh Bình, có mặt tất cả lãnh đạo, nguyên lãnh đạo đảng, nhà nước và gia quyến. Lúc 16h cùng ngày, linh cữu của Trần Đại Quang được an táng tại quê nhà: xã Quang Thiện, huyện Kim Sơn, tỉnh Ninh Bình. Nơi ông an táng đã được xây dựng thành một quần thể kiến trúc để phục vụ người dân tới viếng.

## Phong tặng

### Huân, huy chương
- Huân chương Hồ Chí Minh (Truy tặng 2025)[57]
- 2 Huân chương Quân công hạng Nhất (2011, 2015).[58][59]
- Huân chương Quân công hạng Nhì.
- 2 Huân chương Chiến công hạng Nhất.
- Huân chương Chiến công hạng Nhì.
- Huân chương Chiến công hạng Ba.
- Huân chương Bảo vệ Tổ quốc hạng Nhì (2011)[60]
- Huy chương Quân kỳ quyết thắng.
- Huy chương Chiến sĩ vẻ vang hạng Nhất.
- Huy chương Chiến sĩ vẻ vang hạng Nhì.
- Huy chương Chiến sĩ vẻ vang hạng Ba.
- 2 Huân chương Hữu nghị hạng Nhất của Quốc vương và Chính phủ Vương quốc Campuchia
- Huân chương Tự do hạng Nhất của Nhà nước CHDCND Lào
- Huân chương Tự do hạng Nhì của Nhà nước CHDCND Lào[61]
- Huân chương José Martí của nhà nước Cuba (2016).[62][63]

### Huy hiệu
- Huy hiệu 30 năm tuổi Đảng[64]

## Vinh danh

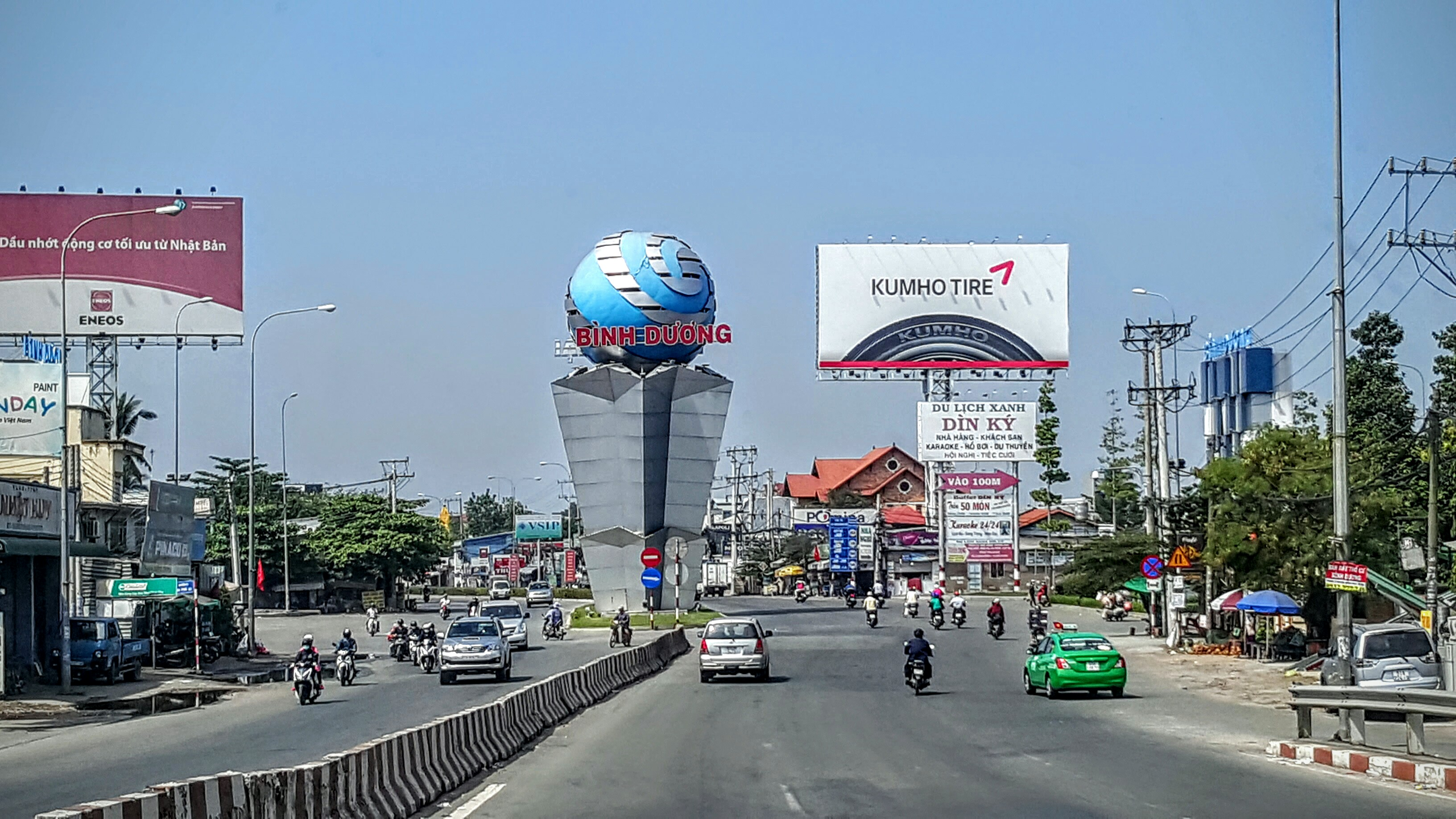
Cổng chào tỉnh Bình Dương nằm trên Đại lộ Trần Đại Quang

- Ngày 18 tháng 6 năm 2020, tên của ông được đặt tên cho một tuyến đường ở Tuy Hoà, Phú Yên, nối từ đường Nguyễn Văn Linh đi qua nút giao đại lộ Nguyễn Tất Thành đến đại lộ Hùng Vương.
- Ngày 12 tháng 10 năm 2020, nhân dịp kỷ niệm 64 năm ngày sinh của Chủ tịch nước Trần Đại Quang, UBND tỉnh Bình Dương sẽ đổi tên đường Đại lộ Bình Dương thành Đại lộ Trần Đại Quang thuộc thành phố Thuận An, Thủ Dầu Một và thành phố Bến Cát của tỉnh Bình Dương thuộc kết nối với Quốc lộ 13 và đường Xuyên Á 17.[cần dẫn nguồn]
- Ngày 7 tháng 8 năm 2024, UBND tỉnh Bà Rịa - Vũng Tàu, kiến nghị với thành phố Vũng Tàu đề nghị đổi tên toàn bộ các tuyến đường 3 tháng 2 và 30 tháng 4, thành đường Trần Đại Quang và đường Bình Quới, nhân kỷ niệm 6 năm ngày mất của Chủ tịch nước Trần Đại Quang và 32 năm thành lập dự án bán đảo Bình Quới – Thanh Đa.

## Gia đình
Ông là con trai thứ 2 trong gia đình có bốn anh em trai Vinh, Quang, Sáng, Tỏ, và hai chị/em gái. Em trai của ông là Thượng tướng Trần Quốc Tỏ, Thứ trưởng Bộ Công an

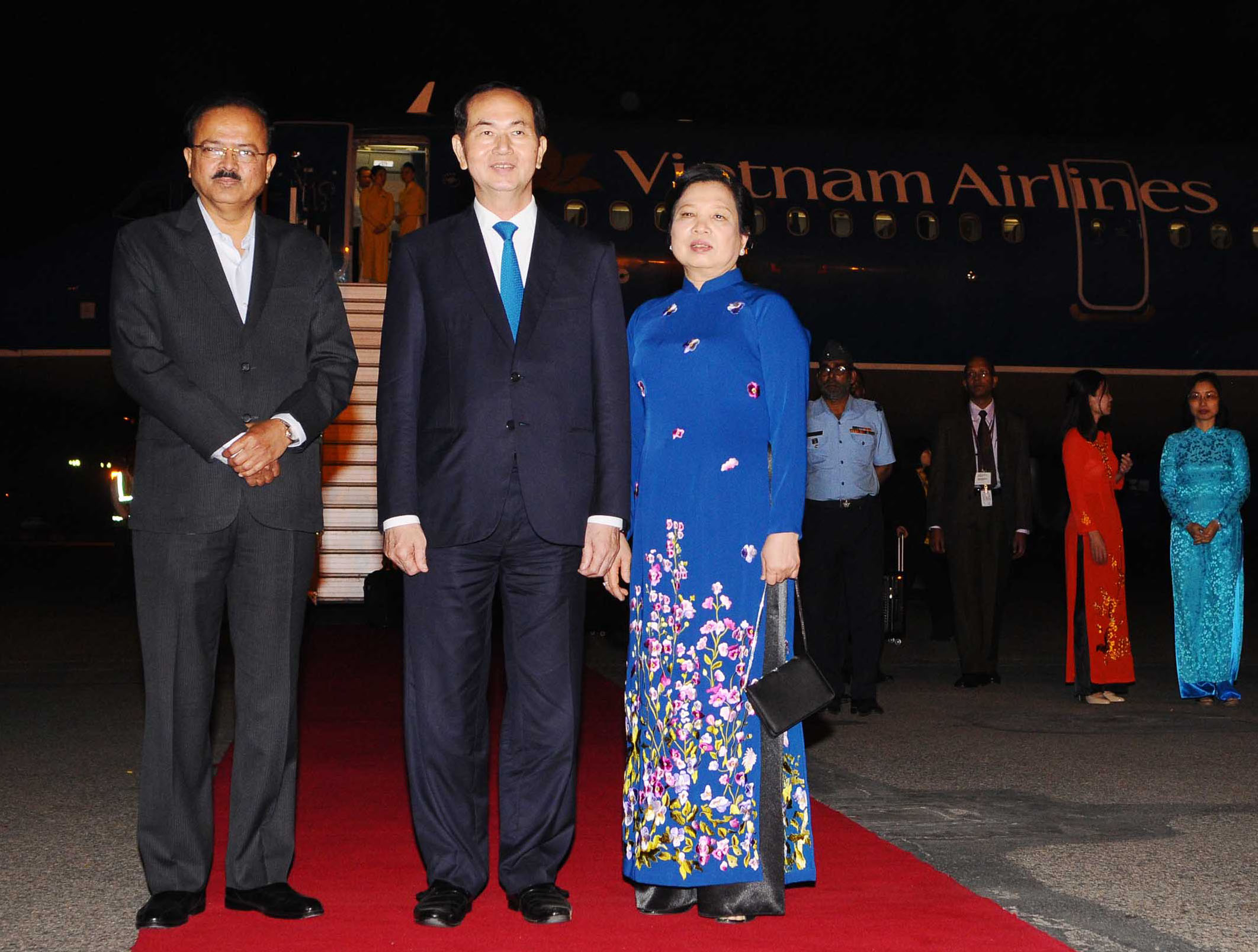
Chủ tịch Trần Đại Quang và phu nhân Nguyễn Thị Hiền trong chuyến công du Ấn Độ năm 2018

Ông lập gia đình với vợ là bà Nguyễn Thị Hiền (sinh năm 1958). Hai người quen nhau khi còn học cấp 3 tại quê hương ông. Sau đó đến ngày lên Hà Nội để sinh sống thì cưới nhau. Con trai đầu của ông là Trần Quân (sinh năm 1984), đảm nhiệm chức vụ Chánh Văn phòng Bộ Tài chính. Từ tháng 8 năm 2021 cho đến nay là Tổng giám đốc kho bạc nhà nước Việt Nam.

## Sách
1. Trần Đại Quang; Không gian mạng – Tương lai và Hành động, Nhà xuất bản Công an nhân dân (2015)[68]
2. Trần Đại Quang; Nhân dân cội nguồn sức mạnh bảo vệ an ninh Tổ quốc, Nhà xuất bản Công an nhân dân (2015)[69]
3. Trần Đại Quang; Nâng cao hiệu quả quản lý nhà nước về an ninh quốc gia, Nhà xuất bản Công an nhân dân
4. Trần Đại Quang; Văn hóa ứng xử Công an nhân dân Việt Nam, Nhà xuất bản Chính trị Quốc gia
5. Trần Đại Quang; Tiếp tục xây dựng và hoàn thiện nhà nước pháp quyền xã hội chủ nghĩa của nhân dân, do nhân dân, vì nhân dân; Nhà xuất bản Chính trị Quốc gia (2018)[70]

## Lịch sử thụ phong quân hàm
| Năm thụ phong | 1974     | 1979      | 1983   | 1987     | 1991     | 1995      | 1999   | 2003        | 2007        | 2011         | 2012      |
| ------------- | -------- | --------- | ------ | -------- | -------- | --------- | ------ | ----------- | ----------- | ------------ | --------- |
| Cấp hiệu      |          |           |        |          |          |           |        |             |             |              |           |
| Tên cấp hiệu  | Trung úy | Thượng úy | Đại úy | Thiếu tá | Trung tá | Thượng tá | Đại tá | Thiếu tướng | Trung tướng | Thượng tướng | Đại tướng |

## Hoạt động Đại biểu Quốc hội
| Ngày đắc cử         | Quốc hội khóa | Nơi ứng cử/Đoàn Đại biểu                  | Đảng phái              | Tỉ lệ  | Nghề nghiệp, chức vụ | Tuổi thắng cử |
| ------------------- | ------------- | ----------------------------------------- | ---------------------- | ------ | --- | ------------- |
| 03 tháng 8 năm 2011 | Khóa XIII     | Đơn vị bầu cử số 1, tỉnh Ninh Bình        | Đảng Cộng sản Việt Nam | 95 %   | Ủy viên Bộ Chính trị, Bộ trưởng Bộ Công an | 54 tuổi       |
| 22 tháng 5 năm 2016 | Khóa XIV      | Đơn vị bầu cử số 1, thành phố Hồ Chí Minh | Đảng Cộng sản Việt Nam | 75,08% | Ủy viên Bộ Chính trị; Chủ tịch nước; Chủ tịch Hội đồng Quốc phòng An ninh, Tổng tư lệnh các lực lượng vũ trang Việt Nam; Trưởng Ban Chỉ đạo Cải cách Tư pháp Trung ương; | 59 tuổi       |